# Figaro (Satirezeitschrift)
Der Figaro war eine deutschsprachige Satirezeitschrift. Als Wochenblatt erschien die Zeitschrift zwischen 1857 und 1919 in Wien. Gegründet wurde er von Karl Sitter, zwischen 1884 und 1889 leitete Ludwig Anzengruber die Zeitschrift. Die Ausrichtung war liberal-humoristisch.
1876 gründete der schon seit 1857 mitarbeitende Friedrich Schlögl das Beiblatt „Wiener Luft“.

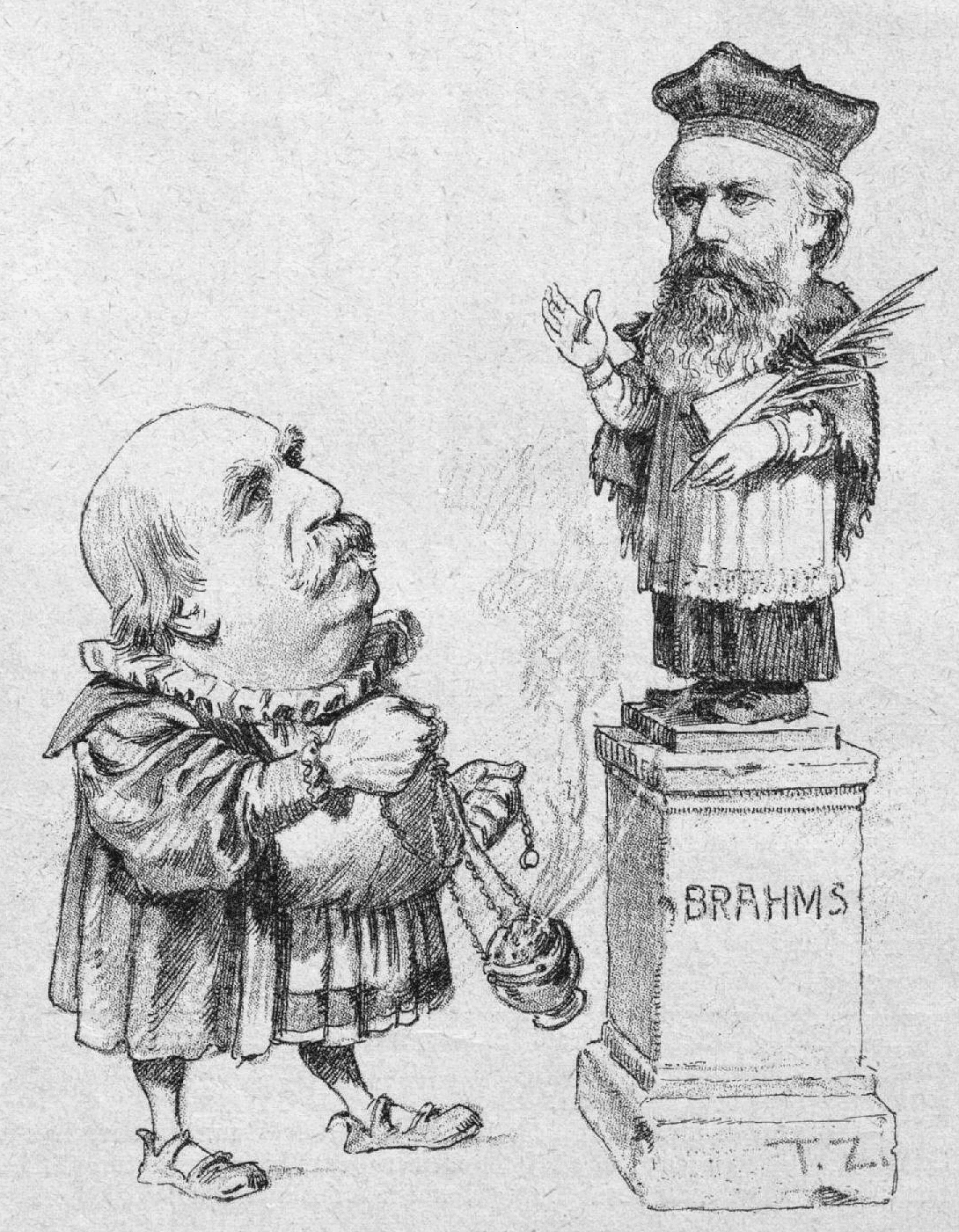
Figaro, 1890